# لیگ برتر فوتبال انگلستان ۱۷–۲۰۱۶
لیگ برتر فوتبال انگلستان ۱۷–۲۰۱۶ بیست و پنجمین دوره مسابقات لیگ برتر است که از سال ۱۹۹۲ تحت هدایت اتحادیه فوتبال انگلستان برگزار می‌شود. این پیکارها از روز شنبه ۱۳ اوت ۲۰۱۶ آغاز شد، و در یکشنبه ۲۱ مه ۲۰۱۷ پایان یافت.

## تیم‌ها
تعداد تیم‌های حاضر در این فصل ۲۰ تیم می‌باشد که ۱۷ تیم از فصل ۱۶–۲۰۱۵ راه یافته‌اند و سه تیم از چمپیونشیپ برای بازی در این فصل حاضر شده‌اند.
تیم‌های برنلی، میدلزبورو و هال سیتی تیم‌های صعودکننده از چمپیونشیپ به لیگ برتر این فصل هستند.

### ورزشگاه
| تیم             | موقعیت                     | ورزشگاه          | گنجایش |
| --------------- | -------------------------- | ---------------- | ------ |
| آرسنال          | ایزلینگتون، لندن بزرگ      | ورزشگاه امارات   | ۶۰٬۴۳۲ |
| بورنموث         | بورنموث، همپشر             | دین کورت         | ۱۱٬۴۶۴ |
| برنلی           | برنلی، لانکاشر             | تارف مور         | ۲۲٬۵۴۶ |
| چلسی            | فولام، لندن بزرگ           | استمفورد بریج    | ۴۱٬۶۲۳ |
| کریستال پالاس   | کرویدون، لندن بزرگ         | سلهارست پارک     | ۲۶٬۳۰۹ |
| اورتون          | لیورپول، مرزیساید          | گودیسون پارک     | ۳۹٬۵۷۲ |
| هال سیتی        | هال، ایست رادینگ آو یورک‌شر | ورزشگاه کی‌کوم    | ۲۵٬۴۰۴ |
| لستر سیتی       | لستر، لسترشر               | کینگ پاور        | ۳۲٬۵۰۰ |
| لیورپول         | لیورپول، مرزیساید          | آنفیلد           | ۵۵٬۰۹۷ |
| منچستر سیتی     | منچستر، منچستر بزرگ        | ورزشگاه اتحاد    | ۵۵٬۰۹۷ |
| منچستر یونایتد  | ترافورد، منچستر بزرگ       | اولدترافورد      | ۷۶٬۱۰۰ |
| میدلزبورو       | میدلزبورو، یورک‌شر شمالی    | ورزشگاه ریورساید | ۳۵٬۱۰۰ |
| ساوت‌همپتون      | ساوت‌همپتون، همپشر          | ورزشگاه سنت مری  | ۳۲٬۶۸۹ |
| استوک سیتی      | استوک-آن-ترنت، استافوردشر  | ورزشگاه بت ۳۶۵   | ۲۸٬۳۸۳ |
| ساندرلند        | ساندرلند، تاین و ور        | ورزشگاه روشنایی  | ۴۹٬۰۰۰ |
| سوانزی سیتی     | سوانزی                     | ورزشگاه لیبرتی   | ۲۰٬۹۷۲ |
| تاتنهام هاتسپر  | تاتنهام، لندن بزرگ         | وایت هارت لن     | ۳۲٬۰۰۰ |
| واتفورد         | واتفورد، هرتفوردشر         | ویکاریج رود      | ۲۱٬۹۷۰ |
| وست بروم آلبیون | وست برومویچ، میدلندز غربی  | هاوتورنز         | ۲۶٬۵۰۰ |
| وستهام یونایتد  | استراتفورد، لندن بزرگ      | ورزشگاه لندن     | ۵۷٬۰۰۰ |

### سرمربی، تولیدکننده لباس و حامی مالی
| تیم            | سرمربی۱         | تولیدکننده لباس | حامی مالی (روی لباس) |
| -------------- | --------------- | --------------- | -------------------- |
| ای‌اف‌سی بورنموث | ادی هوو         | جی‌دی اسپورتس    | Mansion Group        |
| آرسنال         | آرسن ونگر       | پوما            | هواپیمایی امارات     |
| برنلی          | شان دایچ        | پوما            | Dafabet              |
| چلسی           | آنتونیو کونته   | آدیداس          | یوکوهاما             |
| کریستال پالاس  | سم الردایس      | ماکرون          | Mansion Group        |
| اورتون         | رونالد کومان    | آمبرو           | چانگ                 |
| هال سیتی       | مارکو سیلوا     | آمبرو           | SportPesa            |
| لسترسیتی       | کریگ شکسپیر     | پوما            | King Power           |
| لیورپول        | یورگن کلوپ      | نیو بالانس      | استاندارد چارترد     |
| منچسترسیتی     | پپ گواردیولا    | نایکی           | هواپیمایی اتحاد      |
| منچستر یونایتد | ژوزه مورینیو    | آدیداس          | شورولت               |
| میدلزبورو      | استیو اگنو      | آدیداس          | رامدنس               |
| ساوت‌همپتون     | کلود پوئل       | آندر آرمور      | ویرجین مدیا          |
| استوک سیتی     | مارک هیوز       | ماکرون          | بت۳۶۵                |
| ساندرلند       | دیوید مویس      | آدیداس          | Dafabet              |
| سوانزی         | پل کلمنت        | جوما            | بت‌ایست               |
| تاتنهام هاتسپر | موریسیو پاچتینو | آندرآرمور       | ای‌آی‌ای               |
| واتفورد        | والتر ماتزاری   | Dryworld        | 138.com              |
| وست بروم       | تونی پولیس      | آدیداس          | UK-K8.com            |
| وستهم یونایتد  | اسلاون بیلیچ    | آمبرو           | بت‌وی                 |

## تغییرات سرمربی
| تیم         | مربی برکنارشده     | علت برکناری                       | تاریخ برکناری | موقعیت در جدول  | مربی جدید     | تاریخ شروع    |
| ----------- | ------------------ | --------------------------------- | ------------- | --------------- | ------------- | ------------- |
| ساوت‌همپتون  | رونالد کومان       | پیوستن به اورتون                  | ۱۴ ژوئن ۲۰۱۶  | قبل از آغاز فصل | کلود پوئل     | ۳۰ ژوئن ۲۰۱۶  |
| اورتون      | دیوید آنسوورث      | پایان سرپرستی                     | ۱۴ ژوئن ۲۰۱۶  | قبل از آغاز فصل | رونالد کومان  | ۱۴ ژوئن ۲۰۱۶  |
| چلسی        | گاس هیدینک         | پایان سرپرستی                     | ۳۰ ژوئن ۲۰۱۶  | قبل از آغاز فصل | آنتونیو کونته | ۱ جولای ۲۰۱۶  |
| منچستر سیتی | مانوئل پیگرینی     | رضایت متقابل                      | ۳۰ ژوئن ۲۰۱۶  | قبل از آغاز فصل | پپ گواردیولا  | ۱ جولای ۲۰۱۶  |
| واتفورد     | کیکه فلورس         | رضایت متقابل                      | ۳۰ ژوئن ۲۰۱۶  | قبل از آغاز فصل | والتر ماتزاری | ۱ جولای ۲۰۱۶  |
| هال سیتی    | استیو بروس         | استعفا                            | ۲۲ جولای ۲۰۱۶ | قبل از آغاز فصل | مایک فلان     | ۲۲ جولای ۲۰۱۶ |
| ساندرلند    | سم الردایس         | پیوستن به تیم ملی فوتبال انگلستان | ۲۲ جولای ۲۰۱۶ | قبل از آغاز فصل | دیوید مویس    | ۲۳ جولای ۲۰۱۶ |
| سوانزی سیتی | Francesco Guidolin | اخراج                             | ۳ اکتبر ۲۰۱۶  | ۱۷ام            | باب برادلی    | ۳ اکتبر ۲۰۱۶  |

## روند صدرنشینان هفتگی
- به روز شده در ۳۱ مه ۲۰۱۷

توضیحات
- منچستر سیتی= MCI
- منچستر یونایتد= MUN
- لیورپول= LIV
- چلسی= CHE
- تیم پر رنگ شده قهرمان لیگ برتر است.

| تیم            | تعداد هفته‌های صدر نشینی | نام کوتاه شده |
| -------------- | ----------------------- | ------------- |
| منچستر سیتی    | ۹                       | MCI           |
| منچستر یونایتد | ۱                       | MUN           |
| لیورپول        | ۱                       | LIV           |
| چلسی           | ۲۷                      | CHE           |

## جدول لیگ
| رتبه | تیم                              | بازی | برد | مساوی | باخت | گل زده | گل خورده | گل تفاضل | امتیاز | صعود یا سقوط                       |
| ---- | -------------------------------- | ---- | --- | ----- | ---- | ------ | -------- | -------- | ------ | ---------------------------------- |
| ۱    | باشگاه فوتبال چلسی (C)           | ۳۸   | ۳۰  | ۳     | ۵    | ۸۵     | ۳۳       | —        | ۹۳     | صعود به لیگ قهرمانان اروپا ۱۸–۲۰۱۷ |
| ۲    | باشگاه فوتبال تاتنهام هاتسپر     | ۳۸   | ۲۶  | ۸     | ۴    | ۸۶     | ۲۶       | —        | ۸۶     | صعود به لیگ قهرمانان اروپا ۱۸–۲۰۱۷ |
| ۳    | باشگاه فوتبال منچستر سیتی        | ۳۸   | ۲۳  | ۹     | ۶    | ۸۰     | ۳۹       | —        | ۷۸     | صعود به لیگ قهرمانان اروپا ۱۸–۲۰۱۷ |
| ۴    | باشگاه فوتبال لیورپول            | ۳۸   | ۲۲  | ۱۰    | ۶    | ۷۸     | ۴۲       | —        | ۷۶     | صعود به لیگ قهرمانان اروپا ۱۸–۲۰۱۷ |
| ۵    | باشگاه فوتبال آرسنال             | ۳۸   | ۲۳  | ۶     | ۹    | ۷۷     | ۴۴       | —        | ۷۵     | صعود به لیگ اروپا ۱۸–۲۰۱۷          |
| ۶    | باشگاه فوتبال منچستر یونایتد     | ۳۸   | ۱۸  | ۱۵    | ۵    | ۵۴     | ۲۹       | —        | ۶۹     | صعود به لیگ قهرمانان اروپا ۱۸–۲۰۱۷ |
| ۷    | باشگاه فوتبال اورتون             | ۳۸   | ۱۷  | ۱۰    | ۱۱   | ۶۲     | ۴۴       | —        | ۶۱     | صعود به لیگ اروپا ۱۸–۲۰۱۷          |
| ۸    | باشگاه فوتبال ساوت‌همپتون         | ۳۸   | ۱۲  | ۱۰    | ۱۶   | ۴۱     | ۴۸       | —        | ۴۶     |                                    |
| ۹    | باشگاه فوتبال ای. اف. سی بورنموث | ۳۸   | ۱۲  | ۱۰    | ۱۶   | ۵۵     | ۶۷       | —        | ۴۶     |                                    |
| ۱۰   | باشگاه فوتبال وست برومویچ آلبیون | ۳۸   | ۱۲  | ۹     | ۱۷   | ۴۳     | ۵۱       | —        | ۴۵     |                                    |
| ۱۱   | باشگاه فوتبال وستهام یونایتد     | ۳۸   | ۱۲  | ۹     | ۱۷   | ۴۷     | ۶۴       | —        | ۴۵     |                                    |
| ۱۲   | باشگاه فوتبال لستر سیتی          | ۳۸   | ۱۲  | ۸     | ۱۸   | ۴۸     | ۶۳       | —        | ۴۴     |                                    |
| ۱۳   | باشگاه فوتبال استوک سیتی         | ۳۸   | ۱۱  | ۱۱    | ۱۶   | ۴۱     | ۵۶       | —        | ۴۴     |                                    |
| ۱۴   | باشگاه فوتبال کریستال پالاس      | ۳۸   | ۱۲  | ۵     | ۲۱   | ۵۰     | ۶۳       | —        | ۴۱     |                                    |
| ۱۵   | باشگاه فوتبال سوانزی سیتی        | ۳۸   | ۱۲  | ۵     | ۲۱   | ۴۵     | ۷۰       | —        | ۴۱     |                                    |
| ۱۶   | باشگاه فوتبال برنلی              | ۳۸   | ۱۱  | ۷     | ۲۰   | ۳۹     | ۵۵       | —        | ۴۰     |                                    |
| ۱۷   | باشگاه فوتبال واتفورد            | ۳۸   | ۱۱  | ۷     | ۲۰   | ۴۰     | ۶۸       | —        | ۴۰     |                                    |
| ۱۸   | باشگاه فوتبال هال سیتی (R)       | ۳۸   | ۹   | ۷     | ۲۲   | ۳۷     | ۸۰       | —        | ۳۴     | سقوط به چمپیونشیپ                  |
| ۱۹   | باشگاه فوتبال میدلزبورو (R)      | ۳۸   | ۵   | ۱۳    | ۲۰   | ۲۷     | ۵۳       | —        | ۲۸     | سقوط به چمپیونشیپ                  |
| ۲۰   | باشگاه فوتبال ساندرلند (R)       | ۳۸   | ۶   | ۶     | ۲۶   | ۲۹     | ۶۹       | —        | ۲۴     | سقوط به چمپیونشیپ                  |

1. ↑  باشگاه فوتبال آرسنال qualified for the لیگ اروپا ۱۸–۲۰۱۷ by winning the 2016–17 FA Cup.
2. ↑  باشگاه فوتبال منچستر یونایتد qualified for the لیگ قهرمانان اروپا ۱۸–۲۰۱۷ by winning the لیگ اروپا ۱۷–۲۰۱۶. They also qualified for the لیگ اروپا ۱۸–۲۰۱۷ based on their league position, but that spot was vacated without replacement per UEFA regulations, and their spot in the لیگ اروپا ۱۸–۲۰۱۷ as winners of the 2016–17 EFL Cup was passed down the league.

### نتایج
| خانه \ خارج از خانه | ARS | BOU | BUR | CHE | CRY | EVE | HUL | LEI | LIV | MCI | MUN | MID | SOU | STK | SUN | SWA | TOT | WAT | WBA | WHU |
| ------------------- | --- | --- | --- | --- | --- | --- | --- | --- | --- | --- | --- | --- | --- | --- | --- | --- | --- | --- | --- | --- |
| آرسنال              | —   | ۳–۱ | ۲–۱ | ۳–۰ | ۲–۰ | ۳–۱ | ۲–۰ | ۱–۰ | ۳–۴ | ۲–۲ |     | ۰–۰ | ۲–۱ | ۳–۱ | ۲–۰ | ۳–۲ | ۱–۱ | ۱–۲ | ۱–۰ | ۳–۰ |
| ای‌اف‌سی بورنموث      | ۳–۳ | —   | ۲–۱ | ۱–۳ | ۰–۲ | ۱–۰ | ۶–۱ | ۱–۰ | ۴–۳ | ۰–۲ | ۱–۳ | ۴–۰ | ۱–۳ | ۲–۲ | ۱–۲ | ۲–۰ | ۰–۰ | ۲–۲ | ۱–۰ | ۳–۲ |
| برنلی               | ۰–۱ | ۳–۲ | —   | ۱–۱ | ۳–۲ | ۲–۱ | ۱–۱ | ۱–۰ | ۲–۰ | ۱–۲ | ۰–۲ | ۱–۰ | ۱–۰ | ۱–۰ | ۴–۱ | ۰–۱ | ۰–۲ | ۲–۰ | ۲–۲ | ۱–۲ |
| چلسی                | ۳–۱ | ۳–۰ | ۳–۰ | —   | ۱–۲ | ۵–۰ | ۲–۰ | ۳–۰ | ۱–۲ | ۲–۱ | ۴–۰ | ۳–۰ | ۴–۲ | ۴–۲ | ۵–۱ | ۳–۱ | ۲–۱ | ۴–۳ | ۱–۰ | ۲–۱ |
| کریستال پالاس       | ۳–۰ | ۱–۱ | ۰–۲ | ۰–۱ | —   | ۰–۱ | ۴–۰ | ۲–۲ | ۲–۴ | ۱–۲ | ۱–۲ | ۱–۰ | ۳–۰ | ۴–۱ | ۰–۴ | ۱–۲ | ۰–۱ | ۱–۰ | ۰–۱ | ۰–۱ |
| اورتون              | ۲–۱ | ۶–۳ | ۳–۱ | ۰–۳ | ۱–۱ | —   | ۴–۰ | ۴–۲ | ۰–۱ | ۴–۰ | ۱–۱ | ۳–۱ | ۳–۰ | ۱–۰ | ۲–۰ | ۱–۱ | ۱–۱ | ۱–۰ | ۳–۰ | ۲–۰ |
| هال سیتی            | ۱–۴ | ۳–۱ | ۱–۱ | ۰–۲ | ۳–۳ | ۲–۲ | —   | ۲–۱ | ۲–۰ | ۰–۳ | ۰–۱ | ۴–۲ | ۲–۱ | ۰–۲ | ۰–۲ | ۲–۱ | ۱–۷ | ۲–۰ | ۱–۱ | ۲–۱ |
| لستر سیتی           | ۰–۰ | ۱–۱ | ۳–۰ | ۰–۳ | ۳–۱ | ۰–۲ | ۳–۱ | —   | ۳–۱ | ۴–۲ | ۰–۳ | ۲–۲ | ۰–۰ | ۲–۰ | ۲–۰ | ۲–۱ | ۱–۶ | ۳–۰ | ۱–۲ | ۱–۰ |
| لیورپول             | ۳–۱ | ۲–۲ | ۲–۱ | ۱–۱ | ۱–۲ | ۳–۱ | ۵–۱ | ۴–۱ | —   | ۱–۰ | ۰–۰ | ۳–۰ | ۰–۰ | ۴–۱ | ۲–۰ | ۲–۳ | ۲–۰ | ۶–۱ | ۲–۱ | ۲–۲ |
| منچستر سیتی         | ۲–۱ | ۴–۰ | ۲–۱ | ۱–۳ | ۵–۰ | ۱–۱ | ۳–۱ | ۲–۱ | ۱–۱ | —   | ۰–۰ | ۱–۱ | ۱–۱ | ۰–۰ | ۲–۱ | ۲–۱ | ۲–۲ | ۲–۰ | ۳–۱ | ۳–۱ |
| منچستر یونایتد      | ۱–۱ | ۱–۱ | ۰–۰ | ۲–۰ | ۲–۰ | ۱–۱ | ۰–۰ | ۴–۱ | ۱–۱ | ۱–۲ | —   | ۲–۱ | ۲–۰ | ۱–۱ | ۳–۱ | ۱–۱ | ۱–۰ | ۲–۰ | ۰–۰ | ۱–۱ |
| میدلزبورو           | ۱–۲ | ۲–۰ | ۰–۰ | ۰–۱ | ۱–۲ | ۰–۰ | ۱–۰ | ۰–۰ | ۰–۳ | ۲–۲ | ۱–۳ | —   | ۱–۲ | ۱–۱ | ۱–۰ | ۳–۰ | ۱–۲ | ۰–۱ | ۱–۱ | ۱–۳ |
| ساوت‌همپتون          | ۰–۲ | ۰–۰ | ۳–۱ | ۰–۲ | ۳–۱ | ۱–۰ | ۰–۰ | ۳–۰ | ۰–۰ | ۰–۳ | ۰–۰ | ۱–۰ | —   | ۰–۱ | ۱–۱ | ۱–۰ | ۱–۴ | ۱–۱ | ۱–۲ | ۱–۳ |
| استوک سیتی          | ۱–۴ | ۰–۱ | ۲–۰ | ۱–۲ | ۱–۰ | ۱–۱ | ۳–۱ | ۲–۲ | ۱–۲ | ۱–۴ | ۱–۱ | ۲–۰ | ۰–۰ | —   | ۲–۰ | ۳–۱ | ۰–۴ | ۲–۰ | ۱–۱ | ۰–۰ |
| ساندرلند            | ۱–۴ | ۰–۱ | ۰–۰ | ۰–۱ | ۲–۳ | ۰–۳ | ۳–۰ | ۲–۱ | ۲–۲ | ۰–۲ | ۰–۳ | ۱–۲ | ۰–۴ | ۱–۳ | —   | ۰–۲ | ۰–۰ | ۱–۰ | ۱–۱ | ۲–۲ |
| سوانزی سیتی         | ۰–۴ | ۰–۳ | ۳–۲ | ۲–۲ | ۵–۴ | ۱–۰ | ۰–۲ | ۲–۰ | ۱–۲ | ۱–۳ | ۱–۳ | ۰–۰ | ۲–۱ | ۲–۰ | ۳–۰ | —   | ۱–۳ | ۰–۰ | ۲–۱ | ۱–۴ |
| تاتنهام هاتسپر      | ۲–۰ | ۴–۰ | ۲–۱ | ۲–۰ | ۱–۰ | ۳–۲ | ۳–۰ | ۱–۱ | ۱–۱ | ۲–۰ | ۲–۱ | ۱–۰ | ۲–۱ | ۴–۰ | ۱–۰ | ۵–۰ | —   | ۴–۰ | ۴–۰ | ۳–۲ |
| واتفورد             | ۱–۳ | ۲–۲ | ۲–۱ | ۱–۲ | ۱–۱ | ۳–۲ | ۱–۰ | ۲–۱ | ۰–۱ | ۰–۵ | ۳–۱ | ۰–۰ | ۳–۴ | ۰–۱ | ۱–۰ | ۱–۰ | ۱–۴ | —   | ۲–۰ | ۱–۱ |
| وست برومویچ آلبیون  | ۳–۱ | ۲–۱ | ۴–۰ | ۰–۱ | ۰–۲ | ۱–۲ | ۳–۱ | ۰–۱ | ۰–۱ | ۰–۴ | ۰–۲ | ۰–۰ | ۰–۱ | ۱–۰ | ۲–۰ | ۳–۱ | ۱–۱ | ۳–۱ | —   | ۴–۲ |
| وستهام یونایتد      | ۱–۵ | ۱–۰ | ۱–۰ | ۱–۲ | ۳–۰ | ۰–۰ | ۱–۰ | ۲–۳ | ۰–۴ | ۰–۴ | ۰–۲ | ۱–۱ | ۰–۳ | ۱–۱ | ۱–۰ | ۱–۰ | ۱–۰ | ۲–۴ | ۲–۲ | —   |

## آمار فصل

### امتیازدهی

#### گلزنان برتر
| رتبه | بازیکن             | باشگاه         | گل |
| ---- | ------------------ | -------------- | -- |
| ۱    | هری کین            | تاتنهام هاتسپر | ۲۹ |
| ۲    | روملو لوکاکو       | اورتون         | ۲۵ |
| ۳    | الکسیس سانچز       | آرسنال         | ۲۴ |
| ۴    | سرخیو آگوئرو       | منچستر سیتی    | ۲۰ |
| ۴    | دیگو کوستا         | چلسی           | ۲۰ |
| ۶    | دله الی            | تاتنهام هاتسپر | ۱۸ |
| ۷    | زلاتان ابراهیموویچ | منچستر یونایتد | ۱۷ |
| ۸    | ادن آزار           | چلسی           | ۱۶ |
| ۸    | جاشوا کینگ         | ای‌اف‌سی بورنموث | ۱۶ |
| ۱۰   | کریستین بنتک       | کریستال پالاس  | ۱۵ |
| ۱۰   | جرمین دفو          | ساندرلند       | ۱۵ |
| ۱۰   | فرناندو یورنته     | سوانزی سیتی    | ۱۵ |

#### هتریک
| بازیکن              | برای               | برابر              | نتیجه | تاریخ           | منبع   |
| ------------------- | ------------------ | ------------------ | ----- | --------------- | ------ |
| روملو لوکاکو        | اورتون             | ساندرلند           | ۳–۰   | ۱۲ سپتامبر ۲۰۱۶ | [ ۶۰ ] |
| الکسیس سانچز        | آرسنال             | وستهام یونایتد     | ۵–۱   | ۳ دسامبر ۲۰۱۶   | [ ۶۱ ] |
| جیمی واردی          | لستر سیتی          | منچستر سیتی        | ۴–۲   | ۱۰ دسامبر ۲۰۱۶  | [ ۶۲ ] |
| خوزه سالومون روندون | وست برومویچ آلبیون | سوانزی سیتی        | ۳–۱   | ۱۴ دسامبر ۲۰۱۶  | [ ۶۳ ] |
| آندره گری           | برنلی              | ساندرلند           | ۴–۱   | ۳۱ دسامبر ۲۰۱۶  | [ ۶۴ ] |
| هری کین             | تاتنهام هاتسپر     | وست برومویچ آلبیون | ۴–۰   | ۱۴ ژانویه ۲۰۱۷  | [ ۶۵ ] |
| روملو لوکاکو4       | اورتون             | ای‌اف‌سی بورنموث     | ۶–۳   | ۴ فوریه ۲۰۱۷    | [ ۶۶ ] |
| هری کین             | تاتنهام هاتسپر     | استوک سیتی         | ۴–۰   | ۲۶ فوریه ۲۰۱۷   | [ ۶۷ ] |
| جاشوا کینگ          | ای‌اف‌سی بورنموث     | وستهام یونایتد     | ۳–۲   | ۱۱ مارس ۲۰۱۷    | [ ۶۸ ] |
| هری کین4            | تاتنهام هاتسپر     | لستر سیتی          | ۶–۱   | ۱۸ مه ۲۰۱۷      | [ ۶۹ ] |
| هری کین             | تاتنهام هاتسپر     | هال سیتی           | ۷–۱   | ۲۱ مه ۲۰۱۷      | [ ۷۰ ] |

#### کلین شیت
| رتبه | بازیکن        | باشگاه         | کلین شیت |
| ---- | ------------- | -------------- | -------- |
| ۱    | تیبو کورتوا   | چلسی           | ۱۶       |
| ۲    | اوگو لیوریس   | تاتنهام هاتسپر | ۱۵       |
| ۳    | داوید د خیا   | منچستر یونایتد | ۱۴       |
| ۳    | فریزر فورستر  | ساوت‌همپتون     | ۱۴       |
| ۵    | پیتر چک       | آرسنال         | ۱۲       |
| ۶    | تام هیتون     | برنلی          | ۱۰       |
| ۶    | خوئل روبلس    | اورتون         | ۱۰       |
| ۸    | آرتور بوروتس  | ای‌اف‌سی بورنموث | ۹        |
| ۸    | Lee Grant     | استوک سیتی     | ۹        |
| ۸    | سیمون مینیوله | لیورپول        | ۹        |

### انضباط
تا تاریخ ۳۰ آبان ۱۳۹۵

#### بازیکن
- بیشترین کارت زرد: ۵[۷۲]
  - مارکو آرنتوویج (استوک)
  - گرت بری (اورتون)
  - جانی اوانز (وست برومویچ)
  - ادریسا گی (اورتون)
  - جوردن هندرسون (لیورپول)
  - خوزه هولباس (واتفورد)
  - گاستون رامیرس (میدلزبورگ)
  - Adam Smith (بورنموث)
  - Claudio Yacob (وست برومویچ)
- بیشترین کارت قرمز: ۱[۷۳]
  - Harry Arter (بورنموث)
  - آرون کرسول (وستهام یونایتد)
  - احمد المحمدی (هال سیتی)
  - آندر هررا (منچستر یونایتد)
  - عدنان یانوزای (ساندرلند)
  - جیک لیورمور (هال سیتی)
  - نولیتو (منچستر سیتی)
  - استیون پینار (ساندرلند)
  - Ben Watson (واتفورد)

#### باشگاه
- بیشترین کارت زرد: ۳۲[۷۴]
  - وست هام

- بیشترین کارت قرمز: ۳[۷۵]
  - ساندرلند